# Pitasch
Pitasch (, toponimo romancio e tedesco; in italiano Pittasio, desueto) è una frazione di 99 abitanti del comune svizzero di Ilanz/Glion, nella regione Surselva (Canton Grigioni).

## Geografia fisica
Il paese si trova in Val Lumnezia.

## Storia

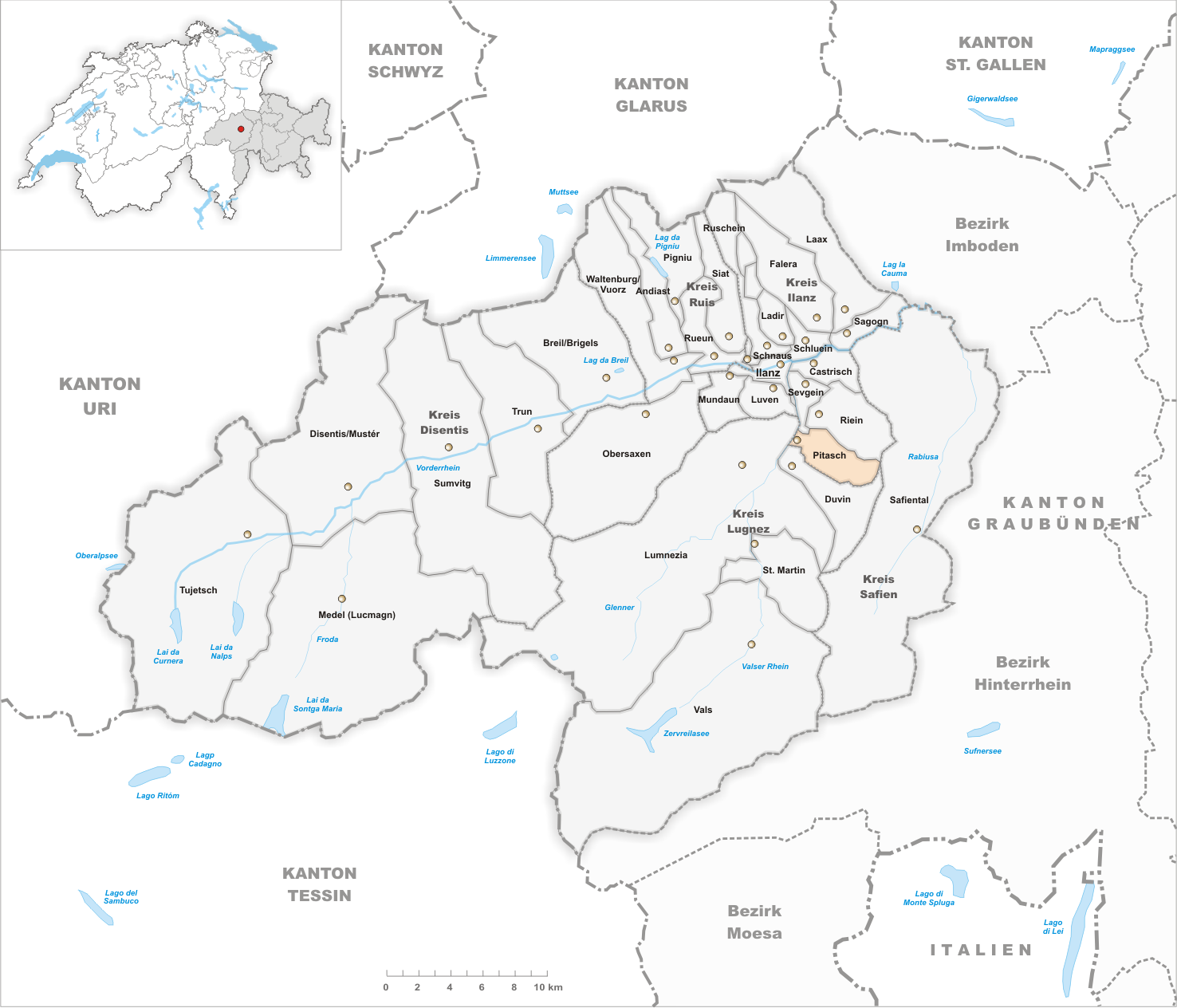
Il territorio del comune di Pitasch prima degli accorpamenti comunali del 2014

Già comune autonomo che si estendeva per 10,79 km², il 1º gennaio 2014 è stato aggregato agli altri comuni soppressi di Castrisch, Duvin, Ilanz, Ladir, Luven, Pigniu, Riein, Rueun, Ruschein, Schnaus, Sevgein e Siat per formare il nuovo comune di Ilanz/Glion.

## Monumenti e luoghi d'interesse
- Chiesa riformata di San Martino, attestata dal 1487[1].

## Società

### Evoluzione demografica
L'evoluzione demografica è riportata nella seguente tabella:
Abitanti censiti

### Lingue e dialetti
Nel 2000 la maggioranza della popolazione parlava la lingua romancia.